# Тім Рот
Тімоті Саймон (Тім) Рот (англ. Timothy Simon 'Tim' Roth, при народженні Сміт (англ. Smith); нар. 14 травня 1961) — англійський актор і режисер та кінопродюсер, найкраще знаний участю у стрічках «Скажені пси», «Кримінальне чтиво», «Неймовірний Халк» і «Роб Рой». Номінований на премію «Оскар» і «Золотий глобус», лауреат премії BAFTA та Європейської кіно конференції. Знаний своєю дружбою та багаторічним співробітництвом з кінорежисером Квентіном Тарантіно, у якого він зіграв свої найзнаменитіші ролі в майже всіх стрічках режисера.

## Біографія
Тім Рот народився 14 травня 1961 року у Лондоні (Велика Британія) у сім'ї Анни та Ерні Сміт. Його мати була художницею і вчителькою, а батько журналістом, художником і до 1970-х був членом Британської комуністичної партії. Справжнє ім'я актора — Тімоті Саймон Сміт (англ. Timothy Simon Smith). Його батько взяв прізвище Рот після Другої світової війни, щоб приховати свою національність, подорожуючи країнами, що ворогували з Великою Британією.
Першим виступом на сцені Тіма була роль Дракули в шкільному театрі. В дитинстві Том хотів стати скульптором і тому навчався у Камберуельській школі мистецтв на факультеті скульптури. Проте через деякий час він залишив школу і вступив до драматичного гуртка при театрі Oval House, де потоваришував з Гері Олдменом. Акторську кар'єру почав з виступів у клубах і маленьких театрах. Першою серйозною роллю стала участь в телевізійному фільмі «Зроблено в Британії», де він зіграв головну роль скінхеда-расиста, яку він отримав досить неочікувано. Режисер Алан Кларк зустрів його — бритого наголо 20-річного — посеред дороги. Стрічка мала успіх у критиків і після виходу фільму Тім отримав деяку популярність.
Після цього він грав у Майкла Лі у фільмі «Тим часом» (Meantime), у 1984-му роль найманого вбивці у стрічці Стівена Фрірза «Стукач» (The Hit), за яку здобув нагороду Evening Standard Award як найкращий дебют. З цим визнанням він з'явився ще в декількох фільмах кінця 80-х.
На рахунку Тіма Рота також роботи з Пітером Гріневеєм, Томом Стоппардом у постановці «Розенкранц і Гільденстерн мертві»(1990), де він зіграв разом з Олдманом. У Роберта Олтмена він виконав роль Вінсента Ван Гога у стрічці «Вінсент і Тео»(1990).
У 1992 році актор слідом за своїм приятелем Гері Олдменом вирушає до США, у Лос-Анджелесі певний час не мав роботи і проводив час у компанії з Шоном Пеном. Через деякий час знайомиться з Квентіном Тарантіно і знімається у нього в одній з головних ролей у фільмі «Скажені пси»(1992), а через деякий час у стрічці «Кримінальне чтиво»(1994). 1995 року вони працювали над фільмом «Чотири кімнати», де проявився неординарний комічний талант актора.
У фільмі Арчібальда Каннінема «Роб Рой» Тім Рот зіграв роль злобного англійського дворянина, за яку був номінований на Оскар як найкращий актор другого плану, на Золотий глобус і здобув нагороду Британської кіноакадемії.
У 1996 актор зіграв з Дрю Беррімор і Вуді Алленом у музичній комедії «Всі кажуть, я тебе кохаю», в якій дуже сподобався глядачам завдяки своєму комедійному таланту і виконанням усіх пісень власним голосом. У тому ж році він знімався у стрічці «Глухий кут», де його напарником був скандальний репер Тупак Шакур, який загинув до виходу фільму на екран. Він також зіграв Денні Лемона 1900 у фільмі «Легенда про піаніста» (1998). 1999 року він дебютував у ролі режисера фільму «Військова зона», знятий за романом Олександра Стюарта. Цей фільм заборонений до показу в США через його сміливу тематику.
В 2001-м актор зіграв генерала Тейда в «Планета мавп» Тіма Бертона. Передбачалось, що Тім зіграє Ганнібала Лектора у фільмі «Ганнібал», проте в 2001 на роль погодився Ентоні Хопкінс.
Рот з'явився у роботі Френсіса Форд Копполи «Молодість без молодості» і фільмі Майкла Хенекі «Веселі ігри». Він також зіграв у фільмі «Неймовірний Халк».
У 2009 Тім Рот почав зніматись в телевізійному серіалу каналу FOX, який має назву «Теорія Брехні» (Lie To Me). Він грає роль доктора Лайтмана, експерта з мови тіла, чия команда допомагає місцевим і федеральним правоохоронним органам у розслідуванні злочинів. Його герой змальований з доктора Пола Екмана, визначного психолога і експерта з мови тіла і виразів обличчя.

### Особисте життя
В Англії Тім Рот жив разом з Лорі Бейкер. 1984 року вона народила сина Джека. Розлучився, коли вирішив переїхати жити в США у 1990 році. Пізніше він забрав Джека до себе. Джек Рот зіграв Тіма Стаффела у фільмі «Богемна рапсодія».
У 1992 році на кінофестивалі в Санденсі Тім познайомився з дизайнеркою Ніккі Батлер. А 25 січня 1993 вони одружилися. У Тіма і Ніккі двоє синів: Тімоті Гантер, який народився в 1995 році, і Майкл Кормак, що з'явився на світ в 1996 році. Батьки назвали своїх синів на честь улюблених письменників Гантера Томсона і Кормака МакКартні.

## Тім Рот і Україна
У 1998 році Тім Рот бував в Одесі на зніманні фільму Легенда про піаніста.
9 серпня 2014 року в інтерв'ю Катерині Осадчій на питання про російську агресію в Україні заявив: «Росіє, дай їм спокій».
30 липня 2015 року внесений у «Білий Список Друзів України».

## Цікаві факти
- Був обличчям дому високої моди «Prada»;
- Має 5 татуювань;[2]
- Слухає The Sex Pistols та Siouxsie and the Banshees;[2]
- Із фестивалів він відвідує майже суто «Санденс»;[2]
- Полюбляє давати інтерв'ю у пивних пабах.[2]

## Фільмографія

### Актор
| Рік       |     | Українська назва                          | Оригінальна назва                                           | Роль                                                |
| --------- | --- | ----------------------------------------- | ----------------------------------------------------------- | --------------------------------------------------- |
| 1982      | тф  | Вироблено в Британії                      | Made in Britain                                             | Тревор                                              |
| 1983      | тф  | Тим часом                                 | Meantime                                                    | Колін                                               |
| 1984      | ф   | Стукач                                    | The Hit                                                     | Мирон                                               |
| 1985      | тф  | Вбивство з дзеркалами                     | Murder with Mirrors                                         | Едгар Лоусон                                        |
| 1985      | тф  | Повернення в Ватерлоо                     | Return to Waterloo                                          | хлопчик-панк                                        |
| 1988      | ф   | Окремий світ                              | A World Apart                                               | Гарольд                                             |
| 1988      | ф   | Вбити священника                          | To Kill a Priest                                            | Фелікс                                              |
| 1988      | ф   |                                           | Twice Upon a Time                                           |                                                     |
| 1989      | ф   | Кухар, злодій, його дружина і її коханець | The Cook, the Thief, His Wife & Her Lover                   | Мітчел                                              |
| 1990      | ф   | Розенкранц і Гільденстерн мертві          | Rosencrantz & Guildenstern Are Dead                         | Гільденстерн                                        |
| 1990      | ф   | Вінсент і Тео                             | Vicent & Theo                                               | Вінсент ван Гог                                     |
| 1990      | ф   | Фарендж                                   | Farendj                                                     | Антон                                               |
| 1991      | с   | Байки зі склепу                           | Tales from the Crypt                                        | Джек Крейг (Епізод: "Easel Kill Ya")                |
| 1992      | ф   | Скажені пси                               | Reservoir Dogs                                              | містер Помаранчевий/Фредді Ньюандейк                |
| 1992      | ф   |                                           | Jumpin' at the Boneyard                                     | Менні                                               |
| 1992      | ф   | Знову за старе                            | Backsliding                                                 | Том Віттон                                          |
| 1993      | тф  | Серце пітьми                              | Heart of Darkness                                           | Марлоу                                              |
| 1993      | тф  | Убивство в Хертленді                      | Murder in the Heartland                                     | Чарльз Старквезер                                   |
| 1993      | ф   | Ідеальний чоловік                         | El Marido perfecto                                          | Мілан                                               |
| 1993      | тф  | Тіла, спокій і рух                        | Bodies, Rest & Motion                                       | Нік                                                 |
| 1994      | ф   | Кримінальне чтиво                         | Pulp Fiction                                                | «Гарбузик»                                          |
| 1994      | ф   | В пастці                                  | Captives                                                    | Філіп Чейні                                         |
| 1994      | ф   | Маленька Одеса                            | Little Odessa                                               | Джошуа Шапіра                                       |
| 1995      | ф   | Чотири кімнати                            | Four Rooms                                                  | Тед, посильний                                      |
| 1995      | ф   | Роб Рой                                   | Rob Roy                                                     | Арчібальд Каннінгем                                 |
| 1996      | ф   | Усі кажуть, що я люблю тебе               | Everyone Says I Love You                                    | Чарльз                                              |
| 1996      | ф   | Немає дороги додому                       | No Way Home                                                 | Джой                                                |
| 1996      | ф   |                                           | Mocking the Cosmos                                          | Мирон                                               |
| 1997      | ф   | Глухий кут                                | Gridlock'd                                                  | Олександр «Стретч» Роуланд                          |
| 1997      | ф   | Бандит                                    | Hoodlum                                                     | Голандець Шульц                                     |
| 1997      | ф   | Детектор брехні                           | Deceiver                                                    | Джеймс Волтер Вайленд                               |
| 1998      | ф   | Легенда про піаніста                      | The Legend of 1900                                          | Денні Будман Т. Д. Лемон 1900                       |
| 1998      | ф   |                                           | Animals with the Tollkeeper                                 | Генрі                                               |
| 2000      | ф   | Готель «Мільйон доларів»                  | The Million Dollar Hotel                                    | Іззі Голдкісс                                       |
| 2000      | ф   | Хліб і рози                               | Bread and Roses                                             |                                                     |
| 2000      | ф   | Ватель                                    | Vatel                                                       | маркіз де Лозен                                     |
| 2000      | ф   | Щасливі номери                            | Lucky Numbers                                               | Джиг                                                |
| 2001      | ф   | Планета мавп                              | Planet of the Apes                                          | Тейд                                                |
| 2001      | ф   | Мушкетер                                  | The Musketeer                                               | Фебре, людина в чорному                             |
| 2001      | ф   | Непереможний                              | Invincible                                                  | Ерік Ян Хануссен                                    |
| 2002      | ф   | Мітка Еммета                              | Emmett's Mark                                               | Джон Харртер                                        |
| 2003      | ф   | Вбити короля                              | To Kill a King                                              | Олівер Кромвель                                     |
| 2003      | ф   | Все, що ми робимо                         | Whatever We Do                                              | Джо                                                 |
| 2004      | ф   |                                           | With It                                                     |                                                     |
| 2004      | ф   | Срібне місто                              | Silver City                                                 | Мітч Пейн                                           |
| 2004      | ф   | Прекрасна країна                          | The Beautiful Country                                       | Капітан О                                           |
| 2004      | ф   | Нова Франція                              | Nouvelle-Franceпрем'єр-міністр Великої Британії Вільям Пітт |                                                     |
| 2005      | ф   | Входити без стуку                         | Don't Come Knocking                                         | Саттер                                              |
| 2005      | ф   | Темна вода                                | Dark Water                                                  | Джеф Платцер                                        |
| 2007      | ф   | Територія незайманості                    | Virgin Territory                                            | Джербіно                                            |
| 2007      | ф   | Молодість без молодості                   | Youth Without Youth                                         | Домінік Матей                                       |
| 2007      | ф   | Веселі ігри                               | Funny Games U.S.                                            | Джордж Фарбер                                       |
| 2007      | ф   | Навіть гроші                              | Even Money                                                  |                                                     |
| 2008      | ф   | Неймовірний Халк                          | The Incredible Hulk                                         | Еміль Блонський/Огида                               |
| 2009      | тф  | Скелліґ                                   | Skellig                                                     | Скелліґ                                             |
| 2009      | тф  | Морський вовк                             | Sea Wolf                                                    | Тод Ларсен                                          |
| 2009—2011 | с   | Теорія брехні                             | Lie to Me                                                   | Доктор Лайтман (48 епізодів)                        |
| 2009      | ф   | Король-завойовник                         | King Conqueror                                              | Педро II (король Арагону)                           |
| 2010      | ф   | Піт Смоллз мертвий                        | Pete Smalls Is Dead                                         | Піт Смоллз                                          |
| 2011      | ф   | Ці дивовижні тіні                         | These Amazing Shadows                                       | актор                                               |
| 2012      | ф   | Зламані                                   | Broken                                                      | Арчі                                                |
| 2012      | ф   | Порочна пристрасть                        | Arbitrage                                                   | Детектив Майкл Брайєр                               |
| 2012      | ф   |                                           | The Liability                                               | Рой                                                 |
| 2013      | ф   | Мьобіус                                   | Möbius                                                      | Іван Ростовський                                    |
| 2014      | с   | Клондайк                                  | Klondike                                                    | Граф (6 епізодів)                                   |
| 2014      | ф   | Принцеса Монако                           | Grace of Monaco                                             | князь Реньє III                                     |
| 2014      | ф   | Ліга мрії                                 | United Passions                                             | Йозеф Блаттер                                       |
| 2014      | мс  | Робоцип                                   | Robot Chicken                                               | Доктор Хто (голос) (Епізод: "Walking Dead Lobster") |
| 2014      | ф   | Сельма                                    | Selma                                                       | Джордж Воллес                                       |
| 2015      | ф   | Мерзенна вісімка                          | The Hateful Eight                                           | Освальдо «Маля» Мобрей                              |
| 2015      | ф   | 600 миль                                  | 600 Miles                                                   | Генк Гарріс                                         |
| 2015      | ф   | Хронік                                    | Chronic                                                     | Девід                                               |
| 2015      | ф   | Хардкор                                   | Hardcore Henry                                              | батько Генрі                                        |
| 2016      | тф  | Реґ                                       | Reg                                                         | Реґ                                                 |
| 2017      | с   | Твін Пікс: Повернення                     | Twin Peaks: The Return                                      | Гері "Хатч" Хатченс (5 епізодів)                    |
| 2017—2020 | с   | Сталева зірка                             | Tin Star                                                    | Джим Ворт / Джек Ворт (19 епізодів)                 |
| 2018      | ф   | Завзяті шахраї                            | The Con Is On                                               | Пітер Фокс                                          |
| 2018      | ф   | Падре                                     | The Padre                                                   | Падре                                               |
| 2019      | ф   | Луче                                      | Luce                                                        | Пітер Едгар                                         |
| 2019      | ф   | Одного разу в… Голлівуді                  | Once Upon a Time in Hollywood                               | Джей Себрінгз Батлер (сцени видалені)               |
| 2019      | ф   | Пісня імен                                | The Song of Names                                           | Мартін Сіммонд                                      |
| 2019      | док |                                           | QT8: The First Eight                                        | у ролі самого себе                                  |
| 2021      | ф   | Острів Бергмана                           | Bergman Island                                              | Тоні                                                |
| 2021      | ф   | Поганці                                   | The Misfits                                                 | Шульц                                               |
| 2021      | ф   | Шан-Чі та Легенда Десяти Кілець           | Shang-Chi and the Legend of the Ten Rings                   | Еміль Блонський/Огида                               |
| 2021      | ф   | Захід сонця                               | Sundown                                                     | Ніл                                                 |
| 2022      | с   | Вона-Галк                                 | She-Hulk                                                    | Еміль Блонський/Огида                               |
| 2024      | ф   | Засекречено                               | Classified                                                  | Кевін Енглер                                        |
|           | ф   |                                           | Panzi                                                       | Гі-Бернар Кадьєр                                    |

### Режисер
- 1998 — Зона бойових дій[en]/The War Zone;
- ще не дебютувала — Король Лір/King Lear.

## Премії та нагороди

### Нагороди
Британська академія телебачення і кіномистецтва (англ. The British Academy of Film and Television Arts, BAFTA), 1996 рік:
- Найкраща чоловіча роль другого плану («Роб Рой»).[3]

Приз Європейської конфедерації художнього кіно, 1999:
- Європейське відкриття року, за фільм («Зона бойових дій»).[3]

### Номінації
Премія «Оскар» 1996 рік:
- Краща чоловіча роль другого плану, за фільм «Роб Рой».

Премія «Золотий глобус», 1996 рік:
- Краща чоловіча роль другого плану, за фільм «Роб Рой».

Премія Британської кіноакадемії, 1985 рік:
- Найбільш багатообіцяючий дебютант, за фільм «Стукач».